# SN 2010jj
SN 2010jj – supernowa typu IIn odkryta 3 listopada 2010 roku w galaktyce NGC 812. W momencie odkrycia miała maksymalną jasność 17,00m.